# Шабли-Млоде
Шабли-Млоде (пол. Szabły Młode) — село в Польщі, у гміні Снядово Ломжинського повіту Підляського воєводства.
Населення — 139 осіб (2011).
У 1975-1998 роках село належало до Ломжинського воєводства.

## Демографія
Демографічна структура станом на 31 березня 2011 року:
|          | Загалом | Допрацездатний вік | Працездатний вік | Постпрацездатний вік |
| -------- | ------- | ------------------ | ---------------- | -------------------- |
| Чоловіки | 66      | 11                 | 48               | 7                    |
| Жінки    | 73      | 17                 | 41               | 15                   |
| Разом    | 139     | 28                 | 89               | 22                   |